# Epitaph für die unbeirrbare Hoffnung

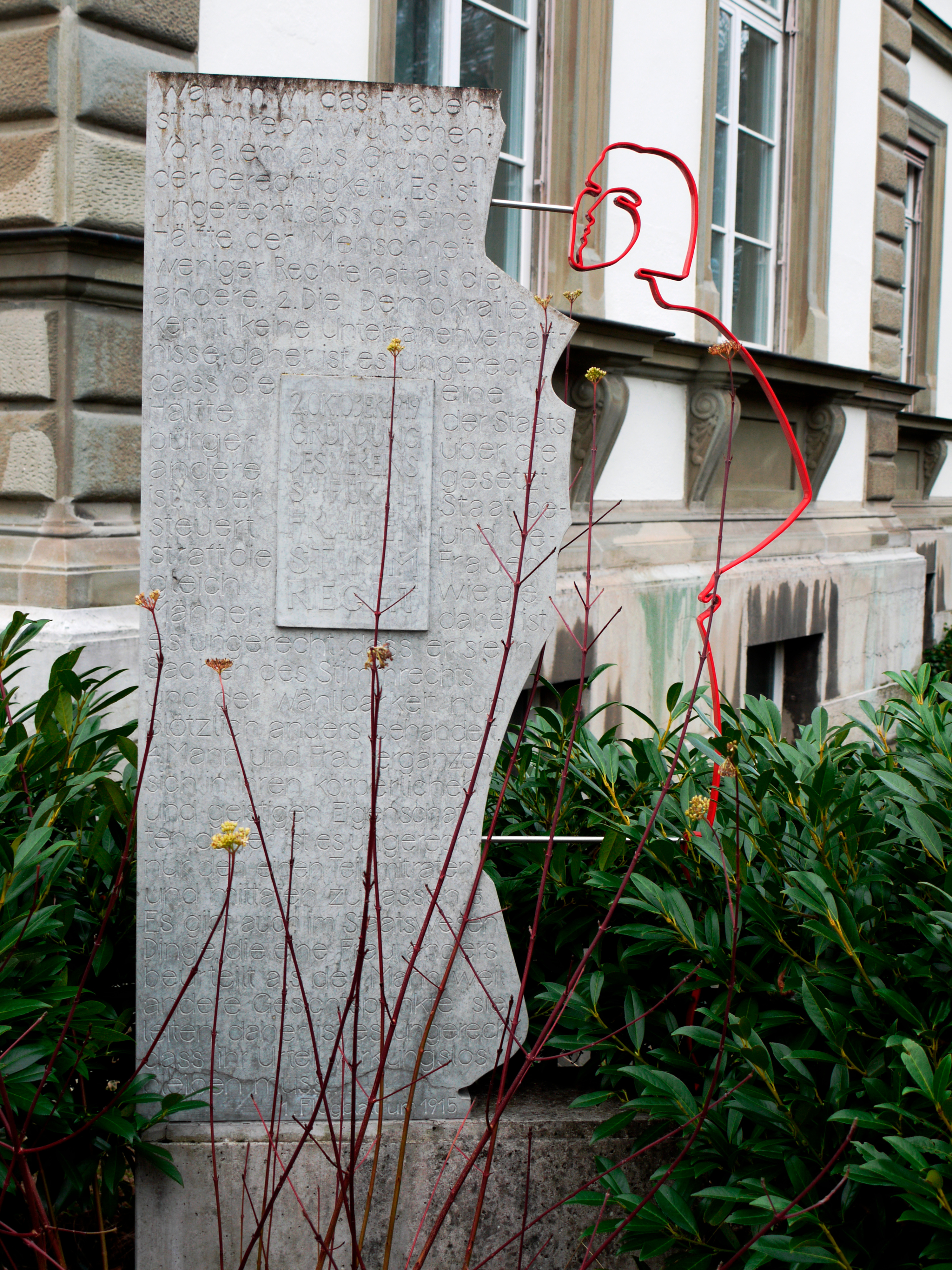
Epitaph der unbeirrbaren Hoffnung in Schaffhausen

Das Epitaph für die unbeirrbare Hoffnung ist ein Denkmal von Claudia Girard in Schaffhausen. Es wurde im Jahr 2010 errichtet und erinnert an das Engagement der Schaffhauser Frauen für die Einführung des Frauenstimmrechts in der Schweiz.

## Beschreibung
Der rechte Rand einer Betonplatte mit Inschrift bildet die eine Hälfte der Silhouette einer Frau, welche den rechten Arm in die Höhe reckt. Die zweite Hälfte mit angedeuteten Gesichtszügen und in die Hüfte gestemmtem linken Arm wird von einem rot lackierten Stahlband gezeichnet. Das rund drei Meter hohe Denkmal steht auf einem Betonsockel vor dem Bachschulhaus.
Die Inschrift stammt von einem Flugblatt um 1915 und lautet:
Warum wir das Frauenstimmrecht wünschen: Vor allem aus Gründen der Gerechtigkeit. 1. Es ist ungerecht, dass die eine Hälfte der Menschheit weniger Rechte hat als die andere. 2. Die Demokratie kennt keine Untertanenverhältnisse; daher ist es ungerecht, dass die eine Hälfte der Staatsbürger über die andere gesetzt ist. 3. Der Staat besteuert und bestraft die Frauen gleich wie die Männer, daher ist es ungerecht, dass er sie in Sachen des Stimmrechts und der Wählbarkeit plötzlich anders behandelt. 4. Mann und Frau ergänzen sich in ihren körperlichen und geistigen Eigenschaften, daher ist es ungerecht, nur den einen Teil mitraten und mittaten zu lassen. 5. Es gibt auch im Staatswesen Dinge, die eine Frau anders beurteilt als ein Mann, weil andere Gesichtspunkte sie leiten; daher ist es ungerecht, dass ihr Urteil wirkungslos bleiben muss....
Anlass für das Denkmal gab die Auflösung des Schaffhauser Vereins für Frauenstimmrecht. Damit zusammenhängend enthält die Platte weitere Inschriften.
In der Mitte des Flugblatt-Zitats: «2. Oktober 1919 Gründung des Vereins für Frauenstimmrecht SH»
An der linken Kante: «7. Februar 1971 eidg. und kant. Annahme des Frauenstimmrechts»

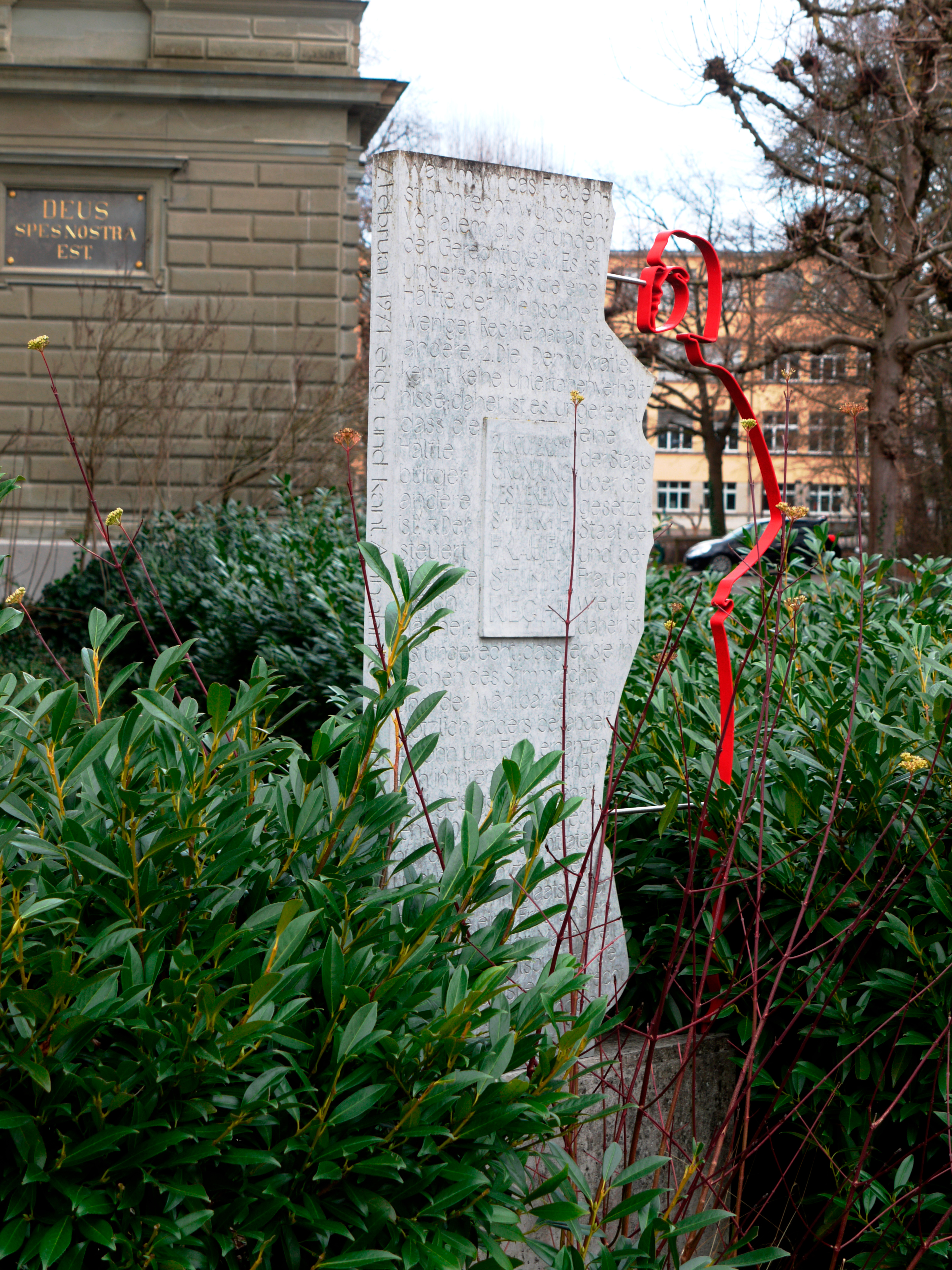
Seitenansicht
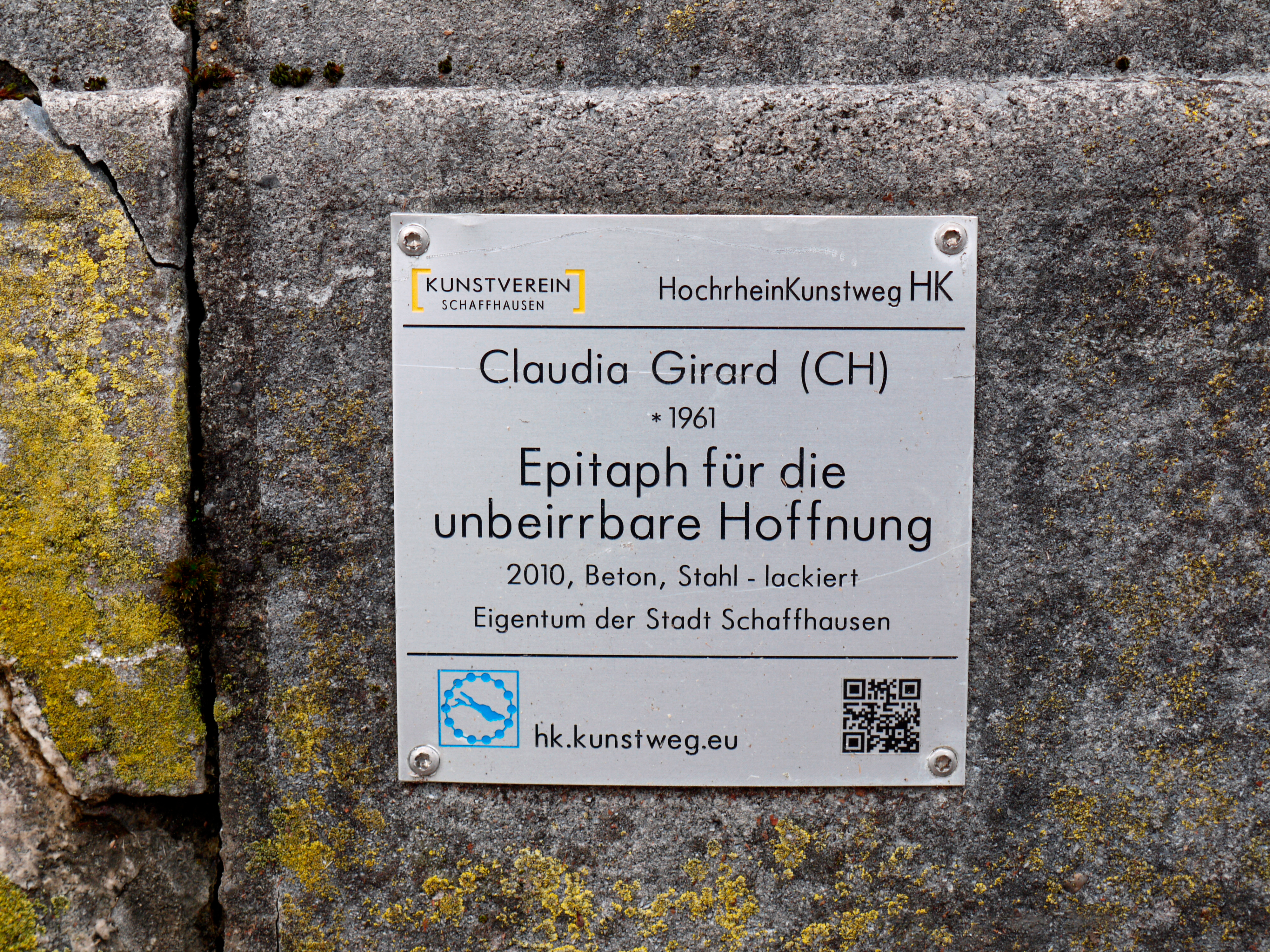
Schild